# Soufiane Haddi
Soufiane Haddi (* 2. Februar 1991 in Khénifra) ist ein ehemaliger marokkanischer Radrennfahrer.

## Sportlicher Werdegang
Seit 2011 ist Soufiane Haddi international im Radsport aktiv. Sein erster großer Erfolg war der Gewinn der arabischen Meisterschaft im Einzelzeitfahren. 2012 startete er bei den Olympischen Spielen in London im Straßenrennen, das er aber nicht beendete. Von 2013 bis 2015 wurde er in Folge nationaler Meister im Einzelzeitfahren, 2015 zudem marokkanischer Meister im Straßenrennen.
Bei der Dubai Tour 2016 gewann Haddi die Nachwuchswertung und belegte innerhalb eines prominent besetzten Feldes Rang zehn in der Gesamtwertung. Damit war er der erste Fahrer aus einem arabischen Land, der bei diesem Etappenrennen ein Wertungstrikot errang. Bis 2019 fuhr Haddi für das UCI Continental Team VIB Sports. Seitdem fährt er noch einige wenige Rennen in arabischen Ländern.

## Erfolge
2012
- Arabischer Meister – Einzelzeitfahren

2013
- Marokkanischer Meister – Einzelzeitfahren
- eine Etappe Marokko-Rundfahrt

2014
- Marokkanischer Meister – Einzelzeitfahren
- eine Etappe Tour de Singkarak
- eine Etappe Sharjah International Cycling Tour

2015
- Marokkanischer Meister – Straßenrennen, Einzelzeitfahren
- Gesamtwertung und drei Etappen Sharjah International Cycling Tour
- eine Etappe Ägypten-Rundfahrt
- eine Etappe Marokko-Rundfahrt
- Mannschaftszeitfahren Jelajah Malaysia

2016
- Marokkanischer Meister – Einzelzeitfahren
- Marokkanische Meisterschaft – Straßenrennen
- eine Etappe Tour Ivoirien de la Paix
- Mannschaftszeitfahren Sharjah International Cycling Tour